# Assassinat per decret
Assassinat per decret (títol original: Murder by Decree) és una pel·lícula britànicocanadenca dirigida per Bob Clark el 1979, inspirada en el llibre d'investigació de Stephen Knight Jack the Ripper: The Final Solution. Ha estat doblada al català.

## Argument
Sherlock Holmes i el doctor Watson estan sobre la pista de Jack l'Esbudellador. La seva investigació els porta a l'entorn de la família reial, del govern britànic i de la francmaçoneria.

## Repartiment
- Christopher Plummer: Sherlock Holmes
- James Mason: Doctor Watson
- David Hemmings: Inspector Foxborough
- Susan Clark: Mary Kelly
- Frank Finlay: Inspector Lestrade
- Sir Anthony Quayle: Sir Charles Warren
- Donald Sutherland: Robert Lees
- Geneviève Bujold: Annie Crook
- Sir John Gielgud: Lord Salisbury, Primer ministre
- Terry Duggan: Danny